# Philippe Gache
Philippe Gache (ur. 31 maja 1962 roku w Awinionie) – francuski kierowca wyścigowy i kierowca Rajdu Dakar.

## Życiorys
Gache rozpoczął karierę w wyścigach samochodowych w 1984 roku od startów gościnnych we Francuskiej Formule Ford 1600, gdzie wygrał jeden wyścig. Rok później w tej samej serii był już mistrzem. W późniejszych latach pojawiał się także w stawce Europejskiego Pucharu Formuły Ford 1600, Ford Race of Champions, Francuskiej Formuły 3, World Sports-Prototype Championship, Grand Prix Monako Formuły 3, Grand Prix Makau, Formuły 3000, 24-godzinnego wyścigu Le Mans, IndyCar World Series, French Supertouring Championship, FIA Touring Car Challenge, French Touring Car Championship, FIA Touring Car World Cup, International Touring Car Championship, Global GT Championship, Championnat de France Supertourism, Renault Spider Europe, FIA GT Championship, International Sports Racing Series, French GT Championship, Sports Racing World Cup, Francuskiego Pucharu Porsche Carrera, American Le Mans Series, Blancpain Endurance Series, International GT Open oraz French GT Championship. W Rajdzie Dakar w 2006 roku był dwunasty.
W Formule 3000 Francuz startował w latach 1989-1991. W pierwszych dwóch latach startów w żadnym z piętnastu wyścigów, w których wystartował nie zdołał zdobyć punktów. W sezonie 1991 uzbierał łącznie dwa punkty. Dało mu to szesnaste miejsce w końcowej klasyfikacji kirowców.